# Corte Bassa
La Corte Bassa, assieme alla parte (ad essa collegata) della Corte Rossa, è un'antica residenza ducale di Fossombrone. Così chiamata per distinguerla dall'altra residenza ducale cittadina, posta più in alto sul versante del colle della Cittadella.

## Storia

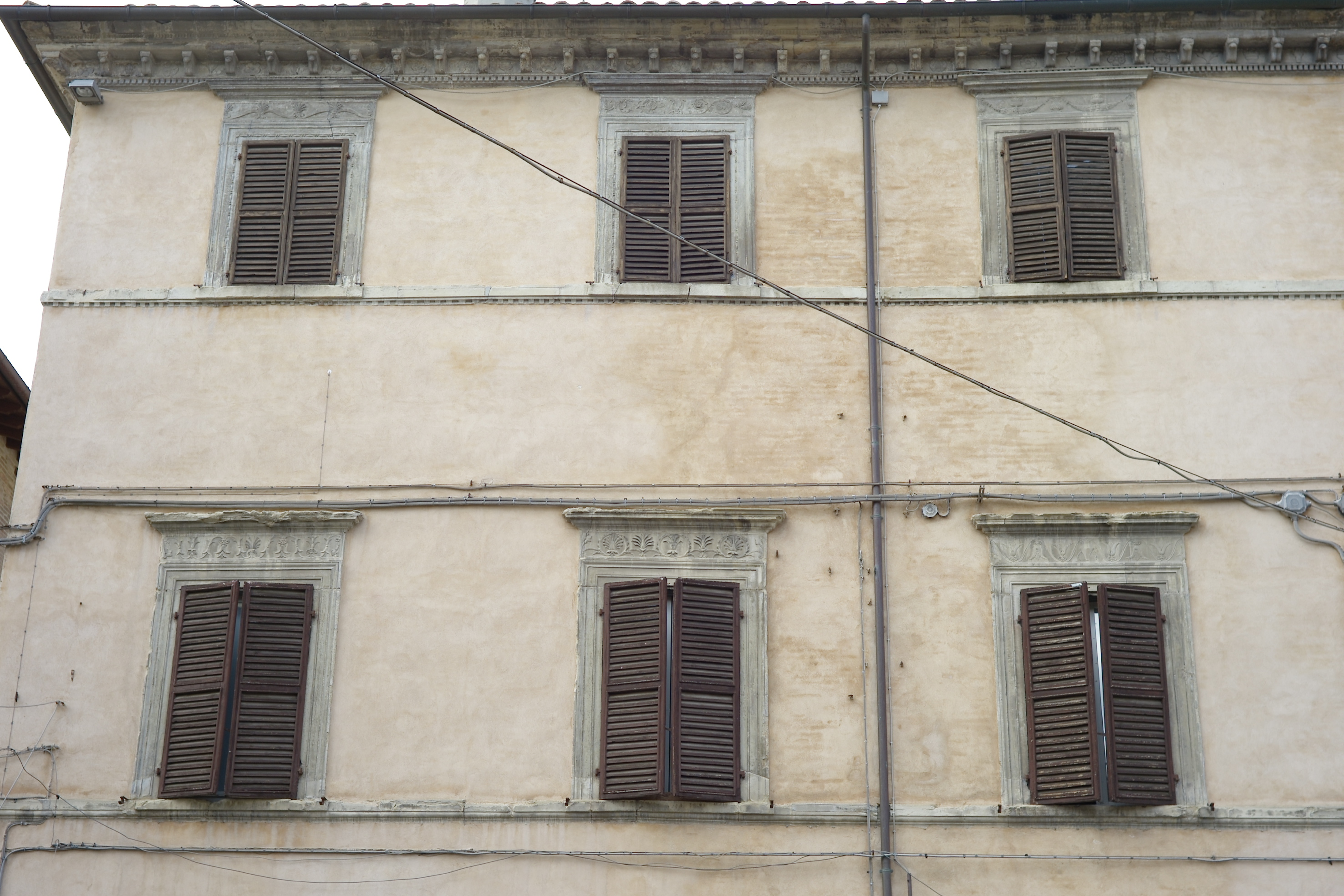
La Corte Rossa

Il nucleo più antico di questo articolato complesso residenziale è rappresentato dalla cosiddetta Corte Rossa, così denominata per via dell'intonacatura esterna, ovvero le case rosse; voluta dal duca Guidobaldo da Montefeltro, frutto dell'accorpamento di due edifici, posti lungo l'antico tracciato della Via Flaminia, la Platea Magna (l'odierno corso Garibaldi), verso cui si stava allargando la città, ai piedi del colle della Cittadella e al limitare della pianura di fondovalle. Il duca Guidobaldo e la moglie Elisabetta Gonzaga vollero una residenza più piccola ove poter trascorrere i soggiorni in città (che amavano molto) in modo più intimo, rispetto ai grandi ambienti della Corte Alta.
L'edificio fu ampliato per volontà della duchessa Eleonora Gonzaga, con la costruzione della cosiddetta Corte Bassa (per distinguerla da quella Alta), sul lato opposto della via (l'odierna via C. Battisti) dietro alla Corte Rossa e collegata a quest'ultima da un passaggio sopraelevato e coperto. I lavori di costruzione della Corte Bassa videro la partecipazione anche di Girolamo Genga, all'epoca impegnato anche nel cantiere di Villa Imperiale, che si occupò dell'unione dei vari edifici per ottenere il complesso della nuova parte, collegando tutti i piani con una scala a chiocciola, oltre a realizzare un camerino ed una cappella. Tale ampliamento comportò anche una revisione delle funzioni tra le diverse parti della residenza, concentrando le attività diurne soprattutto nella Corte Rossa. La duchessa Eleonora trascorse molto tempo in questa residenza, anche i suoi ultimi anni. Il complesso fu ulteriormente ampliato ed arricchito dal figlio di quest'ultima, il cardinal Giulio, che la elesse a sua residenza principale. Risalgono a questo periodo gli interventi dell'architetto urbinate Ludovico Carducci, con la realizzazione di un elegante ballatoio in pietra (originariamente scoperto), al livello del piano nobile, e di un ninfeo nel cortile interno, sul lato nord, e la cappella di San Pietro, col suo ricco portale realizzato dagli scalpellini di Sant'Ippolito e la volta interna, in stucco, attribuita a Federico Brandani.
In seguito alla morte del cardinal Giulio, il complesso fu abitato sporadicamente dagli altri esponenti della famiglia e poi, con la devoluzione del ducato alla Santa Sede (1631), fu progressivamente abbandonato e svuotato della gran parte dei suoi arredi e delle decorazioni facilmente rimovibili.

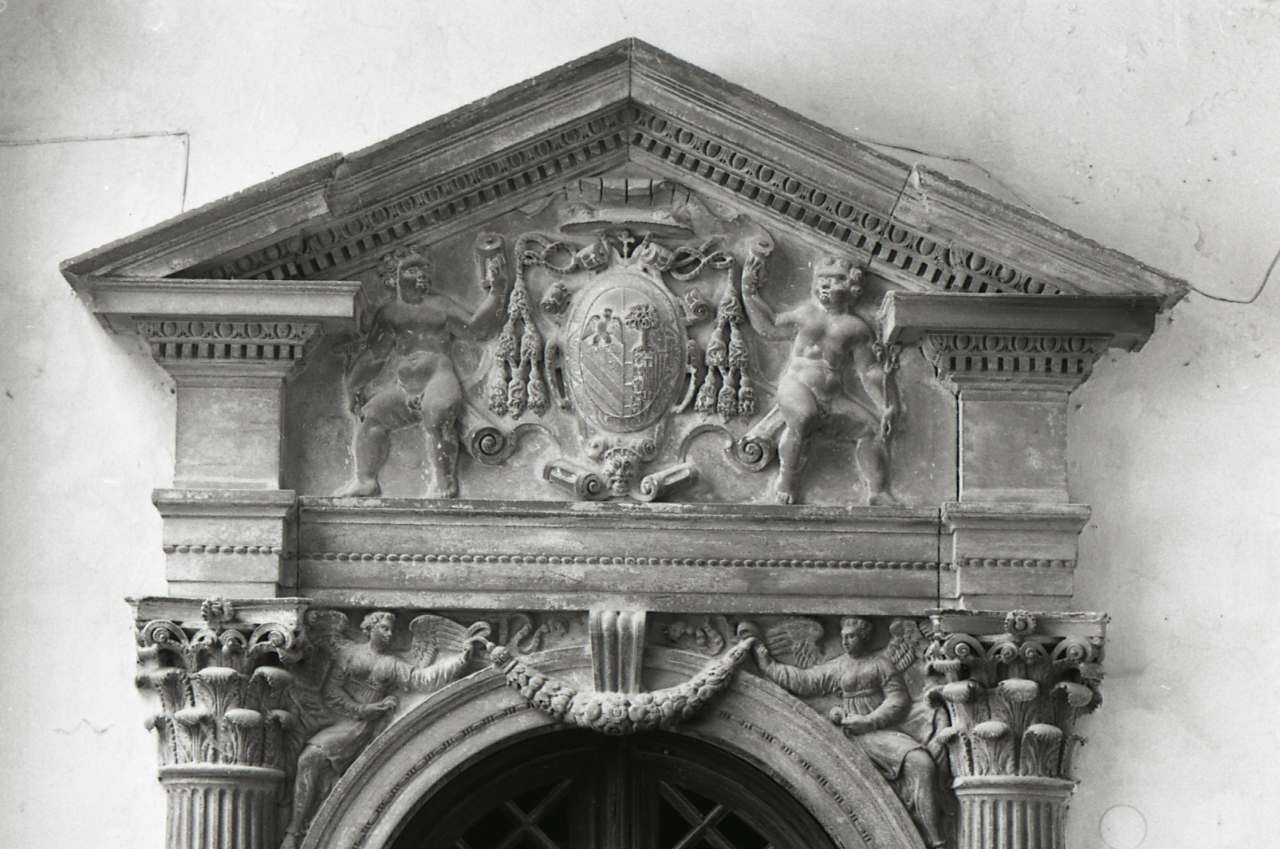
Il portale della cappella di San Pietro (Foto di Paolo Monti)

## Descrizione
Il complesso residenziale è diviso tra i due palazzi collegati da un passaggio sopraelevato e coperto, quest'ultimo non è più quello originario ma frutto di rifacimenti successivi. La Corte Rossa rappresenta il corpo più avanzato, con la facciata principale aggettante sul centralissimo corso Garibaldi, quasi davanti alla chiesa di Sant'Agostino, e come quasi tutti gli edifici di questa strada è caratterizzata da un portico a pianterreno, con archi a tutto sesto su pilastri in blocchi di pietra di piccolo taglio. All'interno del portico si trova l'originario ingresso, composto da un portale bugnato piatto, invece sopra le arcate si sviluppano due ordini da quattro finestre architravate su cornice marcadavanzale, il tutto concluso da una cornice in pietra sotto la gronda del tetto. Le murature esterne della Corte Rossa sono intonacate. Al contrario la Corte Bassa presenta murature in pietra, in blocchi di piccolo taglio, e mattoni a vista. La Corte Rossa è delimitata per tre lati da vie, oltre al lato meridionale (corso Garibaldi) anche su quello occidentale (via Albani) e settentrionale (via Battisti), mentre su quello orientale confina con un altro fabbricato. Possiede una pianta rettangolare con cortile al centro. La Corte Bassa ha un'estensione maggiore, sempre a pianta rettangolare con cortile quadrilatero al centro, sul lato ovest confina con un vicolo, che in parte copre con una volta, e sul lato est confina con un altro edificio. Il cortile interno è adornato sul lato nord dal portale dell'antico ninfeo, con arco a tutto sesto inquadrato entro due colonne corinzie, su alto piedistallo, sorreggenti una trabeazione; inoltre a completare la decorazione di questo lato vi è il ballatoio in pietra, lungo la parte superiore. La Corte Bassa presenta sulla facciata principale a sud su via Battisti un aspetto più sobrio, con cornici lapidee dalle modanature lineari intorno alle finestre dei due ordini, in particolare su quelle del primo restano tracce di alcuni motti latini sugli architravi. Ma la facciata principale è dominata dal portale bugnato, sul quale s'innesta il passaggio sopraelevato e coperto per la Corte Rossa, e dallo stemma in pietra del cardinal Giulio Della Rovere, al livello delle finestre del primo piano. Si conservano negli interni alcune sale con soffitti rivestiti da decorazioni lignee e altre con volte affrescate, quest'ultime in particolare sono gli ambienti della Corte Bassa realizzati dal Genga (camerino e cappella della duchessa Eleonora). La cappella di San Pietro si trova al piano terra della Corte Bassa, con l'ingresso posto ad un'estremità del breve porticato (tre campate) affacciato sul lato sud del cortile interno, sull'altra estremità si trova l'imbocco delle scale principali per il primo piano.